# Франц Ернст Фугер фон Кирхберг-Вайсенхорн
Франц Ернст Фугер фон Кирхберг-Вайсенхорн (на немски: Franz Ernst Fugger Graf zu Kirchberg (Kirchheim)-Weissenhorn; * 18 септември 1648, Гльот; † 14 март 1711, Инсбрук) от род Фугер, е граф на Кирхберг-Вайсенхорн в Бавария. По рождение е господар на Гльот, Оберндорф, Хилгартсберг и Щетенфелс. Франц Ернст е имперски таен съветник, от 1688 г. е губернатор на Нойбург на Дунав и от 1706 г. президент на „Австрийския концил“ в Инсбрук.

## Произход
Той е син на граф Кристоф Рудолф Фугер фон Кирхберг-Вайсенхорн (1615 – 1673), господар на Гльот, Щетенфелс, Болвайлер, Вайсенбург, и първата му съпруга графиня Мария Анна Антония Валбурга фон Монфор (1630 – 1650), дъщеря на граф Хуго XV фон Монфор-Тетнанг-Лангенарген (1599 – 1662) и Йохана Евфрозина фон Валдбург (1596 – 1651). Баща му се жени втори път на 11 февруари 1657 г. в Именщат за Мария Йохана фон Рехберг (1633 – 1689). Внук е на граф Йохан Ернст Фугер (1590 – 1639) и фрайин Маргарета фон Болвайлер († 1658).
Резиденцията на фамилията е дворец Гльот. Господството Гльот е купено през 1537 г. от Антон Фугер (1493 – 1560). Франц Ернст Фугер умира на 62 години на 14 март 1711 г. в Инсбрук. Дядо е Антон Игнац Фугер-Гльот (1711 – 1787), епископ на Регенсбург (1769 – 1787).

## Фамилия
Франц Ернст Фугер фон Кирхберг-Вайсенхорн се жени на 31 юли 1679 г. в Гльот за графиня Мария Терезия Анна фон Йотинген-Катценщайн-Балдерн (* 13 юни 1651, Грац; † 12 август 1710, Инсбрук), дъщеря на граф Фридрих Вилхелм фон Йотинген-Катценщайн (1618 – 1677) и Розина Сузана фон Трюбенах (1611 – 1664). Те имат десет деца:
- Мария Агнес Магдалена (* 21 октомври 1680, Гльот; † 17 юни 1753, Аугсбург), омъжена на 22 януари 1702 г. в Нойбург на Дунав за граф Антон Карл фон Йотинген-Валерщайн (* 28 юни 1679, Валерщайн; † 21 януари 1738, Виена)
- Антон Ернст Фугер фон Кирхберг-Вайсенхорн (* 15 май 1681; † 25 май 1745), граф Фугер, господар на Гльот, Оберндорф, Хилгартсберг, женен на 4 октомври 1707 г. в Инсбрук за графиня Мария Елизабет Терезия Маргарета Йозефа Траутзон цу Фалкенщайн (* 14 юни 1687, Инсбрук; † 8 април 1766, Инсбрук), родители на Антон Игнац Фугер-Гльот (1711 – 1787), епископ на Регенсбург (1769 – 1787)
- Франц Ернст Игнац (* 2 юли 1682; † 26 март 1735)
- Йозеф Вилхелм (* 6 юли 1683; † 16 ноември 1749)
- Йохан Франц (*/† 7 август 1684)
- Филип Волфганг (* 1 ноември 1685; † 13 май 1713)
- син (*/† 9 януари 1687)
- Лудвиг Ксавер (* 18 март 1685, Нойбург; † 16 юни 1746), граф Фугер, господар на Щетенфелс, женен I. на 17 ноември 1714 г. за графиня Анна фон Хоенцолерн-Зигмаринген (* 13 март 1694, Зигмаринген; † 28 февруари 1732), II. на 12 декември 1733 г. за графиня Мария Анна Терезия Катарина фон Валдбург-Цайл, Райхсербтрухзесин (* 24 февруари 1714; † 30 август 1765)
- Мария Анна Франциска Терезия (* 16 януари 1690, Нойбург; † 19 юни 1771, Аугсбург), омъжена на 15 февруари 1708 г. в Инсбрук за граф Руперт Йозеф Антон Фугер фон Кирхберг-Вайсенхорн (* 17 юли 1683; † 19 януари 1724), син на граф Йохан Рудолф Фугер фон Кирхберг-Вайсенхорн (1658 – 1693) и фрайин Йохана Катарина Валдбург-Цайл (165 – 1732)
- Йохан Карл Филип (* 20 ноември 1691, Нойбруг; † 18 април 1748, Кьолн)